# Izra
Izra je jezero v Slanských vrších v polesí Milič, na úpatí Veľkého Miliče. Leží v katastru obce Slanská Huta v nadmořské výšce 434 m. Má rozlohu 3,7 ha, maximální délku 250 m a šířku 212 m. Dosahuje hloubky až 8 m, ale postupně se zanáší.

## Vodní režim
Vzniklo zahrazením údolí jednoho z přítoků řeky Izry sesuvem půdy. V důsledku úpravy hráze se zvětšila plocha vodní hladiny i hloubka jezera.